# European Football League 2011
Die European Football League 2011 war die 25. Saison des höchsten europäischen Wettbewerbs im American Football. Die EFL startete am 26. März mit der Vorrunde und endete am 18. Juni mit dem Eurobowl XXV. Die Swarco Raiders Tirol holten sich mit dem 27:12-Sieg gegen Vorjahressieger Berlin Adler ihren dritten Eurobowl-Titel. Dies war der insgesamt siebte Titel für ein österreichisches Team. Damit zog Österreich erneut mit der bisherigen Topnation Deutschland gleich.

## Modus
Zunächst wurde eine Qualifikationsrunde mit vier Vorrundengruppen gespielt, wobei sich der jeweils Gruppenerste für das Viertelfinale qualifizierte. Zudem stießen im Viertelfinale vier gesetzte Teams, die Halbfinalteilnehmer des Vorjahres, dazu.

## Teilnehmer
Für Deutschland gingen der Deutsche Meister, die Kiel Baltic Hurricanes in Division 2 sowie Titelverteidiger Berlin Adler an den Start. Österreich stellt mit insgesamt vier Teams, den Danube Dragons (Division 1) in der Gruppenphase, sowie den Raiffeisen Vikings Vienna, den Swarco Raiders Tirol und den Turek Graz Giants im Viertelfinale, die meisten Teams einer Nation. Zusätzlich war mit dem tschechischen Verein Prague Panthers, eine weitere Mannschaft der Austrian Football League im Wettbewerb vertreten. Mit den Calanda Broncos, dem EFAF Cup Sieger 2010, war zudem auch zum ersten Mal eine Mannschaft aus der Schweiz (Division 4) für de EFL startberechtigt. 

## Gruppenphase

### Division 1
| Datum    | Kickoff | Heim           | Ergebnis | Gast            | Stadion               |
| -------- | ------- | -------------- | -------- | --------------- | --------------------- |
| 2. April | 15:00   | Danube Dragons | 33:16    | Prague Panthers | Stadion Stadlau, Wien |

|    | Verein          | Sp | TD    | Diff. | Punkte |
| -- | --------------- | -- | ----- | ----- | ------ |
| 1. | Danube Dragons  | 1  | 33:16 | +17   | 2:0    |
| 2. | Prague Panthers | 1  | 16:33 | −17   | 0:2    |

### Division 2
| Datum     | Kickoff | Heim                   | Ergebnis | Gast               | Stadion                |
| --------- | ------- | ---------------------- | -------- | ------------------ | ---------------------- |
| 23. April | 15:00   | Kiel Baltic Hurricanes | 20:22    | Carlstad Crusaders | Holstein-Stadion, Kiel |

|    | Verein                 | Sp | TD    | Diff. | Punkte |
| -- | ---------------------- | -- | ----- | ----- | ------ |
| 1. | Carlstad Crusaders     | 1  | 22:20 | +2    | 2:0    |
| 2. | Kiel Baltic Hurricanes | 1  | 20:22 | −2    | 0:2    |

### Division 3
| Datum    | Kickoff | Heim                | Ergebnis | Gast                | Stadion                              |
| -------- | ------- | ------------------- | -------- | ------------------- | ------------------------------------ |
| 26. März | 17:00   | Badalona Dracs      | 12:62    | Spartiates d’Amiens | Camp Municipal de Badalona, Badalona |
| 2. April | 20:00   | Spartiates d’Amiens | 66:8     | Badalona Dracs      | Stade du Grand Marais, Amiens        |

|    | Verein              | Sp | Punkte | TD   | Diff. |
| -- | ------------------- | -- | ------ | ---- | ----- |
| 1. | Spartiates d’Amiens | 2  | 128:20 | +108 | 4:0   |
| 2. | Badalona Dracs      | 2  | 20:128 | −108 | 0:4   |

### Division 4
| Datum     | Kickoff | Heim                 | Ergebnis | Gast                 | Stadion                                                       |
| --------- | ------- | -------------------- | -------- | -------------------- | ------------------------------------------------------------- |
| 9. April  | 17:00   | L’Hospitalet Pioners | 20:33    | Parma Panthers       | Complex Esportiu L’Hospitalet Nord, L’Hospitalet de Llobregat |
| 19. April | 17:00   | Calanda Broncos      | 42:0     | L’Hospitalet Pioners | Stadium Ringstrasse, Chur                                     |
| 23. April | 21:00   | Parma Panthers       | 14:31    | Calanda Broncos      | Stadio XXV Aprile, Parma                                      |

|    | Verein               | Sp | TD    | Diff. | Punkte |
| -- | -------------------- | -- | ----- | ----- | ------ |
| 1. | Calanda Broncos      | 2  | 73:14 | +59   | 4:0    |
| 2. | Parma Panthers       | 2  | 47:51 | −4    | 2:2    |
| 3. | L’Hospitalet Pioners | 2  | 20:75 | −55   | 0:4    |

## Play-offs
| Viertelfinale | Viertelfinale       | Viertelfinale             |             |                           | Halbfinale | Halbfinale | Halbfinale |  |  | Eurobowl XXV | Eurobowl XXV | Eurobowl XXV |
|               |                     |                           |             |                           |            |            |            |  |  |              |              |              |
| Deutschland   | Berlin Adler        | 35                        |             |                           |            |            |            |  |  |              |              |              |
| Osterreich    | Danube Dragons      | 25                        |             |                           |            |            |            |  |  |              |              |              |
| Osterreich    | Danube Dragons      | 25                        | Deutschland | Berlin Adler              | 32         |            |            |  |  |              |              |              |
|               |                     |                           | Deutschland | Berlin Adler              | 32         |            |            |  |  |              |              |              |
|               | Osterreich          | Graz Giants               | 30          |                           |            |            |            |  |  |              |              |              |
| Osterreich    | Osterreich          | Graz Giants               | 30          | Graz Giants               | 41         |            |            |  |  |              |              |              |
| Osterreich    |                     |                           |             | Graz Giants               | 41         |            |            |  |  |              |              |              |
| Schweden      | Carlstad Crusaders  | 24                        |             |                           |            |            |            |  |  |              |              |              |
| Schweden      | Carlstad Crusaders  | 24                        | Osterreich  | Swarco Raiders Tirol      | 27         |            |            |  |  |              |              |              |
|               |                     |                           |             | Swarco Raiders Tirol      | 27         |            |            |  |  |              |              |              |
|               | Deutschland         | Berlin Adler              | 12          |                           |            |            |            |  |  |              |              |              |
| Osterreich    | Deutschland         | Berlin Adler              | 12          | Swarco Raiders Tirol      | 41         |            |            |  |  |              |              |              |
| Osterreich    |                     |                           |             | Swarco Raiders Tirol      | 41         |            |            |  |  |              |              |              |
| Frankreich    | Spartiates d’Amiens | 6                         |             |                           |            |            |            |  |  |              |              |              |
| Frankreich    | Spartiates d’Amiens | 6                         | Osterreich  | Swarco Raiders Tirol      | 13         |            |            |  |  |              |              |              |
|               |                     |                           | Osterreich  | Swarco Raiders Tirol      | 13         |            |            |  |  |              |              |              |
|               | Osterreich          | Raiffeisen Vikings Vienna | 10          |                           |            |            |            |  |  |              |              |              |
| Osterreich    | Osterreich          | Raiffeisen Vikings Vienna | 10          | Raiffeisen Vikings Vienna | 15         |            |            |  |  |              |              |              |
| Osterreich    |                     |                           |             | Raiffeisen Vikings Vienna | 15         |            |            |  |  |              |              |              |
| Schweiz       | Calanda Broncos     | 12                        |             |                           |            |            |            |  |  |              |              |              |

### Viertelfinale
|                                      |                                 |  |             |                           |                    |  |                               |
|                                      | Graz-Eggenberg 7. Mai 16:00 Uhr |  | Graz Giants | \| \| 41 : 24 \| \| \| \| | Carlstad Crusaders |  | ASKÖ-Stadion Zuschauer: 1.500 |
| (14:6, 20:12, 0:0, 7:6) Spielbericht | Graz-Eggenberg 7. Mai 16:00 Uhr |  | Graz Giants |                           | Carlstad Crusaders |  | ASKÖ-Stadion Zuschauer: 1.500 |
|                                      | 41 : 24                         |  |             |                           |                    |  |                               |
|                                      |                                 |  |             |                           |                    |  |                               |

|                                     |                         |  |              |                           |                |  |                                                  |
|                                     | Berlin 7. Mai 18:00 Uhr |  | Berlin Adler | \| \| 35 : 25 \| \| \| \| | Danube Dragons |  | Friedrich-Ludwig-Jahn-Sportpark Zuschauer: 1.242 |
| (13:7, 10:7, 6:3, 6:8) Spielbericht | Berlin 7. Mai 18:00 Uhr |  | Berlin Adler |                           | Danube Dragons |  | Friedrich-Ludwig-Jahn-Sportpark Zuschauer: 1.242 |
|                                     | 35 : 25                 |  |              |                           |                |  |                                                  |
|                                     |                         |  |              |                           |                |  |                                                  |

|                                     |                            |  |                      |                          |                     |  |            |
|                                     | Innsbruck 7. Mai 20:00 Uhr |  | Swarco Raiders Tirol | \| \| 41 : 6 \| \| \| \| | Spartiates d’Amiens |  | Tivoli-Neu |
| (21:0, 14:0, 0:6, 6:0) Spielbericht | Innsbruck 7. Mai 20:00 Uhr |  | Swarco Raiders Tirol |                          | Spartiates d’Amiens |  | Tivoli-Neu |
|                                     | 41 : 6                     |  |                      |                          |                     |  |            |
|                                     |                            |  |                      |                          |                     |  |            |

|                                   |                       |  |                           |                           |                 |  |                    |
|                                   | Wien 8. Mai 15:00 Uhr |  | Raiffeisen Vikings Vienna | \| \| 15 : 12 \| \| \| \| | Calanda Broncos |  | Stadion Hohe Warte |
| (7:6, 0:6, 6:0, 2:0) Spielbericht | Wien 8. Mai 15:00 Uhr |  | Raiffeisen Vikings Vienna |                           | Calanda Broncos |  | Stadion Hohe Warte |
|                                   | 15 : 12               |  |                           |                           |                 |  |                    |
|                                   |                       |  |                           |                           |                 |  |                    |

### Halbfinale
|                                      |                          |  |              |                           |             |  |                                                  |
|                                      | Berlin 28. Mai 18:00 Uhr |  | Berlin Adler | \| \| 32 : 30 \| \| \| \| | Graz Giants |  | Friedrich-Ludwig-Jahn-Sportpark Zuschauer: 1.212 |
| (0:0, 0:21, 14:0, 18:9) Spielbericht | Berlin 28. Mai 18:00 Uhr |  | Berlin Adler |                           | Graz Giants |  | Friedrich-Ludwig-Jahn-Sportpark Zuschauer: 1.212 |
|                                      | 32 : 30                  |  |              |                           |             |  |                                                  |
|                                      |                          |  |              |                           |             |  |                                                  |

|                                   |                             |  |                      |                           |                           |  |                             |
|                                   | Innsbruck 28. Mai 20:00 Uhr |  | Swarco Raiders Tirol | \| \| 13 : 10 \| \| \| \| | Raiffeisen Vikings Vienna |  | Tivoli-Neu Zuschauer: 3.900 |
| (0:7, 7:0, 0:3, 6:0) Spielbericht | Innsbruck 28. Mai 20:00 Uhr |  | Swarco Raiders Tirol |                           | Raiffeisen Vikings Vienna |  | Tivoli-Neu Zuschauer: 3.900 |
|                                   | 13 : 10                     |  |                      |                           |                           |  |                             |
|                                   |                             |  |                      |                           |                           |  |                             |

## Eurobowl
|                                    |                    |  |                      |                           |              |  |                             |
|                                    | Innsbruck 18. Juni |  | Swarco Raiders Tirol | \| \| 27 : 12 \| \| \| \| | Berlin Adler |  | Tivoli-Neu Zuschauer: 8.600 |
| (10:0, 7:6, 7:0, 3:6) Spielbericht | Innsbruck 18. Juni |  | Swarco Raiders Tirol |                           | Berlin Adler |  | Tivoli-Neu Zuschauer: 8.600 |
|                                    | 27 : 12            |  |                      |                           |              |  |                             |
|                                    |                    |  |                      |                           |              |  |                             |